# Paweł Abbott
Paweł Tadeusz Howard Abbott (* 5. Mai 1982 in York, England) ist ein ehemaliger polnischer Fußballspieler. Neben dem polnischen Pass hat er auch die britische Staatsangehörigkeit.

## Vereinskarriere
In seiner Jugend spielte Abbott für den englischen Klub Beagle Boys York und in Polen für Kujawiak Włocławek, Włocłavia Włocławek und Łokietek Brześć Kujawski. 1999 unterschrieb er seinen ersten Profivertrag beim polnischen Erstligisten Łódzki KS. Allerdings brachte er es in zwei Saisons auf nur 8 Einsätze in der polnischen Ekstraklasa und wechselte nach England zum Zweitligisten Preston North End. Hier konnte er jedoch auch nicht überzeugen und wurde an den englischen Viertligisten FC Bury ausgeliehen. Für Bury erzielte Abbott in 13 Ligaspielen fünf Tore. Nach der Saison kehrte er kurz zu Preston North End zurück um gleich wieder an den FC Bury ausgeliehen zu werden. Von 2003 bis 2004 spielte Paweł Abbott erneut für Preston North End. Insgesamt brachte es Abbott auf 25 Einsätze und fünf Tore für Preston. 
Seine erfolgreichste Zeit hatte er von 2004 bis 2007 bei Huddersfield Town. Mit Huddersfield stieg er in die League One auf und spielte in dieser auch immer um den Aufstieg. In insgesamt 113 Spielen schoss Abbott 48 Tore für Huddersfield Town. 2007 wechselte Abbott für 150.000 £ in die zweite englische Liga zu Swansea City. Jedoch schoss er hier in 18 Ligaspielen nur ein Tor und wurde bereits ein halbes Jahr später für 100.000 £ an den Viertligisten FC Darlington abgegeben. In der League Two fand er wieder zu alter Form. Zur Saison 2009/2010 wechselte Abbott zu Oldham Athletic in die League One. In 39 Ligaspielen erzielte er für Oldham 13 Tore. Zur Saison 2010/2011 unterschrieb er einen Vertrag mit dem Ligakonkurrenten Charlton Athletic. Ende Februar 2011 wechselte er zu Ruch Chorzów in die Ekstraklasa, mit dem er 2012 polnischer Vize-Meister wurde, dann 2012 zu Zawisza Bydgoszcz. Mit 15 Toren in 27 Spielen hatte Abbott entscheidenden Anteil am Aufstieg in die Ekstraklasa nach Abschluss der Saison 2012/2013. In der darauffolgenden Spielzeit war er nur noch Reservespieler und kam nur in 4 Spielen zum Einsatz. Jedoch gewann er mit Zawisza Bydgoszcz überraschend den  Polnischen Pokal 2014. Zur Saison 2014/2015 wechselte er zum Zweitligisten Arka Gdynia. Hier gewann er 2017 erneut den Pokal und wechselte anschließend zu OKS Stomil Olsztyn, wo er ein Jahr später seine Karriere beendete. 

## Erfolge
- 2× Polnischer Pokalsieger (2014, 2017)